# Sound the Alarm
Sound The Alarm é um álbum feito em 2006 pela banda de Rock Saves the Day.

## Músicas do Álbum
- 1.Head For The Hills
- 2.The End
- 3.Shattered
- 4.Eulogy
- 5.Dying Day
- 6.34
- 7.Say You'll Never Leave
- 8.Diseased
- 9.Don't Know Why
- 10.Sound The Alarm
- 11.Bones
- 12.Delusional
- 13.Hell is Here